# Parque Estadual do Lajeado
Parque Estadual do Lajeado é um parque estadual no estado de Tocantins, Brasil.
Ele protege um ambiente frágil, seco e montanhoso, perto da capital do estado, Palmas.

## Localização
O Parque Estadual do Lajeado é dividido entre os municípios de Palmas (87.92%) e Lajeado (12.08%) no estado de Tocantins.
Ele cobre uma área de 9 931 hectares (25 000 acre(s)s). Esta na sub-bacia do Lajeado da bacia do Rio Tocantins.
O parque encontra-se no planalto residual do estado e cobre o delimitada a oeste pela escarpa,que cai para a depressão do Tocantins.
Situa-se a leste da capital do estado, Palmas, com sua entrada, a cerca 18 quilômetros (11 mi) da cidade.
O parque contém nascentes, cachoeiras e pinturas rupestres. Há funcionários que ficam permanentemente no parque, que parque pode ser visitado após agendamento para caminhadas ou contemplação com a orientação de guias treinados. Havia um pesqueiro antes do parque ser criado, mas ele foi fechado.
O parque é cercado pela Área de Proteção Ambiental da Serra do Lajeado.

## História
O Parque Estadual do Lajeado foi criado pela lei 1224, de 11 de maio de 2001, para proteger a fauna, a flora e os recursos naturais e garantir a exploração sustentável do potencial turístico.
Entre os seus objetivos estão o fornecimento do controle de acesso para o turismo, a educação e pesquisa científica, bem como proteger o abastecimento de água da cidade e a conter da expansão urbana.
O plano de gestão foi publicado em 31 de dezembro de 2005, ainda não foi oficializado por meio de um instrumento legislativo.
A composição do conselho consultivo foi definida em 6 de junho de 2016.

## Meio ambiente
O parque está no bioma cerrado.
O clima é úmido a sub-úmido, com temperaturas constantes durante todo o ano.
A precipitação está concentrada em 5-6 meses, e varia de 100 a 300 milímetros (3,9 a 12 pol) anualmente.
O parque é composto de áreas de campo, o cerrado e a floresta.
Ele tem um ambiente frágil que requer uma monitorização cuidadosa para garantir o uso sustentável.
Ameaças incluem a pastagem de gado, invasão por posseiros, a caça e a coleta, os incêndios e a expansão urbana.

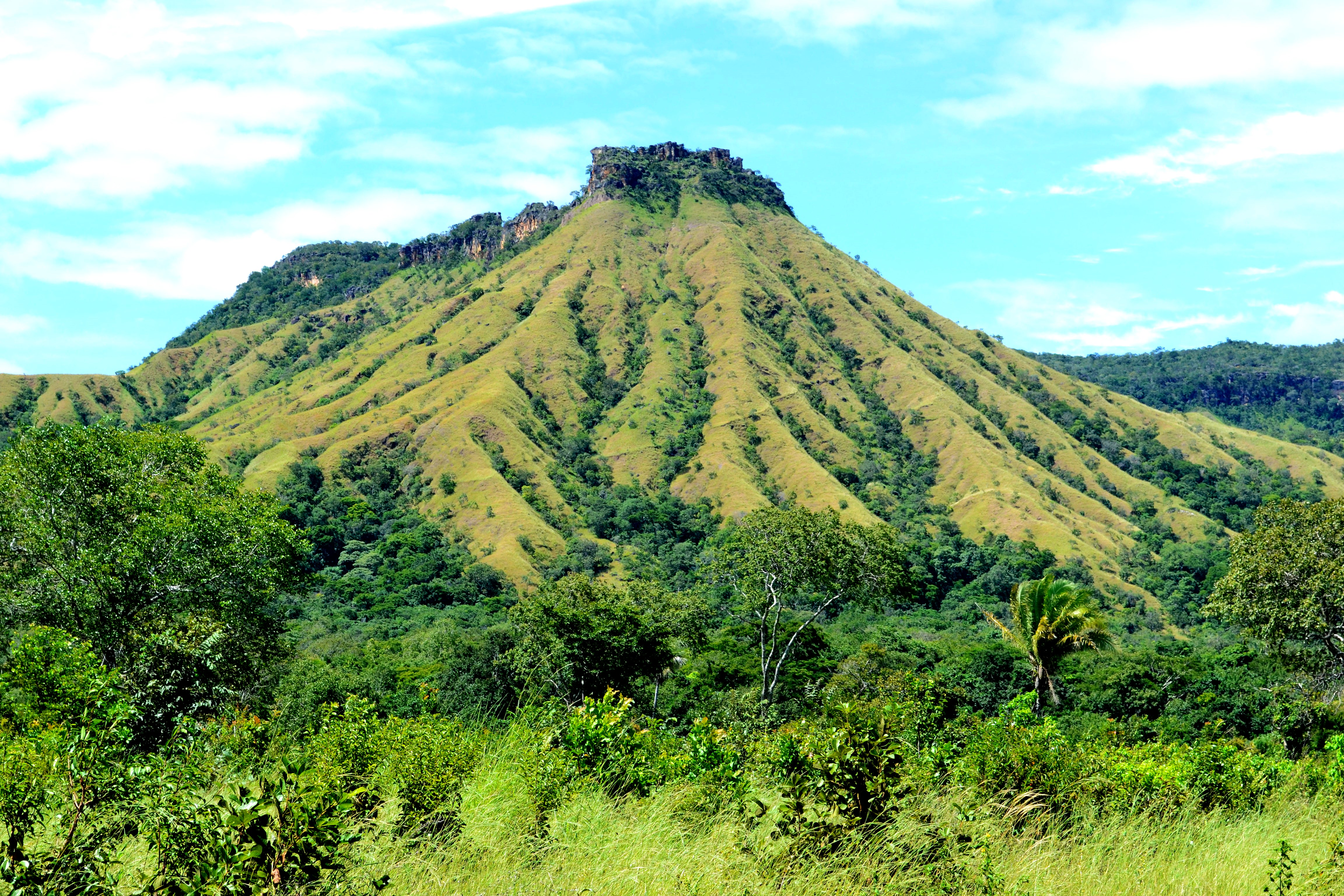
Morro do Segredo

171 espécies da flora foram encontrados, a partir de 61 famílias.
As leguminosas foram a família com maior número de espécies (28), seguido por Aracaceae (8), Melastomataceae, Rubiaceae e Vochysiaceae, com seis espécies cada. Não há espécies de plantas endêmicas, raras ou ameaçadas de extinção. As principais espécies são Qualea grandiflora (pau-terra), Curatella americana (Lixeira), Plathymenia reticulata (pau-santo), Vellozia squamata (canela-de-ema) e Byrsonima subterranea (murici).
Um levantamento do parque e sua zona de influência registrou 41 espécies de mamíferos, 219 de aves, de 4 de répteis e 50 de anfíbios.
Vertebrados incluem pequenos mamíferos, como roedores, marsupiais e morcegos; mamíferos maiores como paca, raposa, lobo-guará, a anta e a onça; primatas como macacos-prego, bugios e sagui-de-tufos-pretos; aves como o jacu, beija-flor, seriema e gavião-de-serra; as cobras, lagartos, tartarugas, jacarés, rãs e sapos.
Espécies endêmicas do cerrado são Thamnophilus torquatus, soldadinhos (Antilophia galeata) e gralha-do-campo (Cyanocorax cristatellus).